# Ladislas Lazaro
Ladislas Lazaro (Ville Platte, 5 de junio de 1872-Washington D. C., 30 de marzo de 1927) fue un político estadounidense del Partido Demócrata, que se desempeñó como miembro de la Cámara de Representantes de los Estados Unidos por el 7.º distrito congresional de Luisiana de 1913 a 1927.

## Biografía

### Primeros años y educación
Nacido cerca de Ville Platte (Luisiana) en 1872, era hijo de Marie Denise Ortego, hija de una de las familias hispanas fundadoras de Ville Platte, y Alexandre Lazaro Biladinoviz, un inmigrante romaní de la ciudad de Risan (en lo que hoy es Montenegro), que llegó a Estados Unidos a bordo de un barco procedente de Rusia. Asistió a escuelas públicas y privadas y al Holy Cross College en Nueva Orleans. Se graduó de Louisville (Kentucky) Medical College en 1894 y ejerció su profesión en Washington (Luisiana) hasta 1913.
Se interesó por las actividades agrícolas. Se desempeñó como presidente de la junta escolar parroquial durante cuatro años. También sirvió en el Senado del estado de Luisiana desde 1908 hasta 1912.

### Cámara de Representantes de Estados Unidos
Fue elegido a la Cámara de Representantes de los Estados Unidos para el sexagésimo tercer Congreso y para los siete congresos sucesivos y sirvió desde el 4 de marzo de 1913 hasta su muerte en Washington D. C. el 30 de marzo de 1927. Se convirtió en el segundo hispano-estadounidense en presidir un comité permanente en la Cámara de Representantes cuando fue nombrado presidente del comité de enrolled bill en 1915.
Murió mientras estaba en el cargo en 1927 y fue enterrado en el Cementerio de la Ciudad Vieja de Ville Platte.